# フィズサウンドクリエイション
株式会社フィズサウンドクリエイション（英: Fizz Sound Creation co.,ltd.）は、テレビ・映画・ラジオ・ビデオ・CD・カセット・コンピュータゲーム等のアニメーションの音響効果制作を主な事業内容とする日本の企業である。

## 沿革
- 1971年（昭和46年4月7日）：石田秀憲によって石田（イシダ）サウンドプロダクション設立。
- 1980年：石田サウンドプロが、株式会社フィズサウンドクリエイションに社名変更。

## 概要
アニメ業界では老舗の会社であり、東映アニメーション・サンライズ・日本アニメーション・タツノコプロ・シンエイ動画・ぴえろ・トムス・エンタテインメント・グループ・タック・亜細亜堂・XEBEC・GoHandsなどが制作するアニメ作品の音響効果制作を数多く担当している。
設立者の石田秀憲は1960年代に担当した『光速エスパー』をきっかけに、1970年代に『スペクトルマン』 - 『電人ザボーガー』までのピープロ作品や『アイアンキング』 - 『少年探偵団』までの宣弘社・日本現代企画作品、『秘密戦隊ゴレンジャー』・『仮面ライダーストロンガー』・『氷河戦士ガイスラッガー』などの東映作品や『愛の戦士レインボーマン』・『ワイルド7』・『魔人ハンター ミツルギ』などの実写ヒーロー作品も数多く手がけていた。
「ガキーン」と言うロボットを象徴する金属合体音は、石田秀憲が祖。この音は、刀鍛冶の音と爆発音の合成によって生み出された。
また『無敵超人ザンボット3』・『無敵鋼人ダイターン3』・『機動戦士ガンダム』などのロボットアニメでは、アープ社製のアナログシンセサイザー（ARP 2600）を使用した効果音の音源を多数制作している。
サンオンキョー・クルーズ・AUDIO PLANNING U・ドリーム・フォース・ダックスプロダクションなどが音響制作を担当するアニメ作品に数多く参加している。

## 所属スタッフ
- 庄司雅弘
- 北方将実
- 風間結花
- 岩切慶太

## 元所属スタッフ
- 石田秀憲
- 伊藤修
- 石田圭介
- 小林真二
- 菅原秀侑
- 中山太三
- 高松孝宣
- 月岡弘（虫プロダクション→）
- 伊藤克己（→スワラ・プロ設立）
- 加藤昭二（→アニメサウンドプロダクション設立）
- 森賢一（→原田サウンド→アニメサウンドプロダクション）
- 井上裕（→アニメサウンドプロダクション）
- 依田安文（→わいわいサウンド設立後、死去）
- 原田敦
- 新井秀徳（→JetSoundEngine）
- 西村睦弘（→JetSoundEngine）
- 松田昭彦（→JetSoundEngine）
- 蔭山満（→フリーランス）
- 鷲尾健太郎（→フリーランス?）

## 担当作品

### 所属中

#### 庄司雅弘
音響監督の浦上靖夫、大熊昭と組むことが多かった。
- ドリモグだァ!!（NTV）
- ブラック・ジャック（ytv）
- アキハバラ電脳組（TBS）
- よいこ（TBS）
- THE ビッグオー second season（UHF）
- コードギアス 反逆のルルーシュシリーズ（MBS-JNN）
- 砂ぼうず（CBC・HBC・TBC・RKB）
- F（CX）※依田安文と連名クレジット
- 灰羽連盟（CX）
- ご姉弟物語（EX）
- 平成イヌ物語バウ（ANB）
- トッポ・ジージョシリーズ （ABC-ANN→TX）
- 魔法陣グルグルシリーズ（ABC-ANN→TX）
- クレヨンしんちゃん 伝説を呼ぶブリブリ 3分ポッキリ大進撃（効果助手）
- クレヨンしんちゃん 伝説を呼ぶ 踊れ!アミーゴ!（効果助手）
- クレヨンしんちゃん 嵐を呼ぶ 歌うケツだけ爆弾! ※松田昭彦、原田敦、鷲尾健太郎と共同担当
- クレヨンしんちゃん ちょー嵐を呼ぶ 金矛の勇者 ※松田昭彦、原田敦、鷲尾健太郎と共同担当
- クレヨンしんちゃん 嵐を呼ぶ黄金のスパイ大作戦 ※松田昭彦、鷲尾健太郎、風間結花と共同担当
- クレヨンしんちゃん バカうまっ!B級グルメサバイバル!! ※松田昭彦と共同担当
- クレヨンしんちゃん ガチンコ!逆襲のロボとーちゃん ※松田昭彦と共同担当
- クレヨンしんちゃん オラの引越し物語 サボテン大襲撃 ※松田昭彦と共同担当
- クレヨンしんちゃん もののけニンジャ珍風伝 ※岩切慶太と共同担当
- 忍たま乱太郎（NHK）
- 映画 忍たま乱太郎
- 劇場版アニメ 忍たま乱太郎 忍術学園 全員出動!の段 ※風間結花と共同担当
- 勇者シリーズ（NBN-ANN）
- 天空戦記シュラト（TX）
- ピグマリオ（TX）
- 絶対無敵ライジンオー（TX）
- 天空戦記シュラト 創世への暗闘 ※第1話のみ今野康之（スワラ・プロ）が担当
- 機動戦士ガンダムF91
- 元気爆発ガンバルガー（TX）
- 燃えろ!トップストライカー（TX）
- 機動戦艦ナデシコ（TX）
- 機動戦艦ナデシコ -The prince of darkness-
- エデンズボゥイ（TX）
- サイレントメビウス（TX）
- スライム冒険記 〜海だ、イエー〜
- 無限のリヴァイアス（TX）
- 七人のナナ（TX）※ 全25問中、第13問は北方将実、第15問は鷲尾健太郎が担当
- 超GALS!寿蘭（TX）
- スクライド（TX）
- 真・女神転生Dチルドレン ライト&ダーク（TX）
- 無限戦記ポトリス（TX）
- レレレの天才バカボン（TX）
- 家庭教師ヒットマンREBORN!（TX）※標的90以降は風間結花と共同担当
- Dororonえん魔くん メ〜ラめら（MBS-JNN）※風間結花と共同担当
- 風の中の少女 金髪のジェニー（TX）
- 史上最強の弟子ケンイチ（TX）
- NG騎士ラムネ&40（TX）
- VS騎士ラムネ&40炎（TX）
- ガサラキ（TVO-TXN）
- アイドル伝説えり子（TSC-TXN）
- スティッチ! シリーズ（TX→EX）※第1、2シリーズはサウンドボックスが担当
- 快傑蒸気探偵団（TX）
- 臣士魔法劇場 リスキー☆セフティ（WOWOW）
- I・R・I・A ZEIRAM THE ANIMATION
- へっぽこ実験アニメーション エクセル♥サーガ
- ドラえもん映画作品 ※大長編第20作（1999年）-第25作（2004年）
- ヨコハマ買い出し紀行
- エクスドライバー
- エクスドライバー the Movie ※北方将実と共同担当
- エクスドライバー Nina&Rei Danger Zone ※北方将実と共同担当
- 円盤皇女ワるきゅーレシリーズ
- プラネテス
- BURN-UP SCRAMBLE
- ガン×ソード（TX）
- となりの関くん（TX）
- CLUSTER EDGE
- 陰からマモル!
- ヤマトナデシコ七変化♥
- 装甲騎兵ボトムズ ペールゼン・ファイルズ
- エレキング the Animation（KIDS STATION）
- Natural2 -DUO-
- 孔雀王3 櫻花豊穣
- B.B.フィッシュ
- KIZUNA -絆-
- BRONZE ZETSUAI since 1989
- 超機動伝説ダイナギガ
- グスコーブドリの伝記（2012年版） ※北方将実、鷲尾健太郎、風間結花と共同担当
- 俺物語!!（NTV）
- あいまいみー 〜Surgical Friends〜（UHF）
- 政宗くんのリベンジ（UHF）
- つうかあ（MX）
- SUPER SHIRO（AbemaTV、テレビパス）
- 政宗くんのリベンジR（UHF）※岩切慶太と共同担当
- 僕らの雨いろプロトコル（ANN）
- 佐々木とピーちゃん（AT-X）※岩切慶太と共同担当
- モブから始まる探索英雄譚（MX）

#### 北方将実
- クレヨンしんちゃん 嵐を呼ぶジャングル（効果助手）
- クレヨンしんちゃん 嵐を呼ぶ アッパレ!戦国大合戦（効果助手）
- クレヨンしんちゃん 伝説を呼ぶブリブリ 3分ポッキリ大進撃（効果助手）
- クレヨンしんちゃん 伝説を呼ぶ 踊れ!アミーゴ!（効果助手）
- サンリオ世界名作劇場
- 銀河鉄道物語 〜永遠への分岐点〜（CBC-JNN）
- ハングリーハート WILD STRIKER（CX）
- ロックマンエグゼAXESS（TX）
- ロックマンエグゼStream（TX）
- ロックマンエグゼBEAST（TX）
- ロックマンエグゼBEAST+（TX）
- きらりん☆レボリューションシリーズ（TX）
- 流星のロックマンシリーズ（TX）
- ペンギンの問題（TX）
- ペンギンの問題Max（TX）
- デュエル・マスターズ（TX）
- デュエル・マスターズ チャージ（TX）
- ペンギンの問題DX?（TX）
- ケシカスくん（TX）
- エクスドライバー the Movie ※庄司雅弘と共同担当
- エクスドライバー Nina&Rei Danger Zone ※庄司雅弘と共同担当
- MOUSE
- 探偵少年カゲマン（NHK）
- RAGNAROK THE ANIMATION
- 銀河鉄道物語 （CX）
- 劇場版デュエル・マスターズ 闇の城の魔龍凰 ※西村睦弘と共同担当
- おくさまは女子高生
- Strawberry Panic
- ピンキーストリート
- この青空に約束を― 〜ようこそつぐみ寮へ〜
- 狼と香辛料シリーズ
- 仮面のメイドガイ
- NEEDLESS
- ヨスガノソラ（UHF）
- レベルE（TX）
- オズマ（WOWOW）
- だから僕は、Hができない。（UHF）
- うーさーのその日暮らしシリーズ（TX）
- 生徒会役員共シリーズ ※第1期のみ村上大輔（サウンドリング）が担当
- 爆TECH!爆丸シリーズ （TX）
- キングダムシリーズ（NHK）
- グスコーブドリの伝記（2012年版） ※庄司雅弘、鷲尾健太郎、風間結花と共同担当
- キューティクル探偵因幡（UHF）
- 怪盗ジョーカーシリーズ（UHF）
- アブソリュート・デュオ（UHF）
- K RETURN OF KINGS（MBS-JNN）
- ネトゲの嫁は女の子じゃないと思った?（UHF）
- D.Gray-man HALLOW（TX）
- ガーリッシュナンバー（TBS）
- トミカハイパーレスキュー ドライブヘッド 機動救急警察（TBS）
- ポチっと発明 ピカちんキット（TX）※アニメパート
- お前はまだグンマを知らない
- 火ノ丸相撲（UHF）
- はたらく細胞BLACK（UHF）
- 社長、バトルの時間です!（UHF）
- ブラッククローバー（TX）
- やくならマグカップも（UHF）
- ハナビちゃんは遅れがち
- アルスの巨獣（MBS-JNN）
- 異世界のんびり農家（AT-X）※岩切慶太と共同担当
- BEYBLADE X（TX）
- 転生貴族、鑑定スキルで成り上がる（CBC-TBS）
- 菜なれ花なれ（TX）
- アラフォー男の異世界通販生活（AT-X）
- mono（MBS-UHF）
- ずたぼろ令嬢は姉の元婚約者に溺愛される（MBS-TBS）

#### 風間結花
- 家庭教師ヒットマンREBORN!（TX）※標的90から, 庄司雅弘と共同担当
- Dororonえん魔くん メ〜ラめら（MBS-JNN）※庄司雅弘と共同担当
- 西武鉄道駅員タコちゃん
- クレヨンしんちゃん 嵐を呼ぶ黄金のスパイ大作戦 ※松田昭彦、庄司雅弘、鷲尾健太郎と共同担当
- クレヨンしんちゃん 嵐を呼ぶ!オラと宇宙のプリンセス ※松田昭彦、鷲尾健太郎と共同担当
- 劇場版アニメ 忍たま乱太郎 忍術学園 全員出動!の段 ※庄司雅弘と共同担当
- 豆富小僧 ※西村睦弘と共同担当
- 魔法使いなら味噌を喰え!
- ちとせげっちゅ!!（UHF）
- グスコーブドリの伝記（2012年版） ※北方将実、庄司雅弘、鷲尾健太郎と共同担当
- あいまいみーシリーズ（UHF）※第3期は庄司雅弘が担当
- スパロウズホテル（UHF）
- 血液型くん!（UHF）
- 血液型くん!2（UHF）
- 血液型くん!4（UHF）
- NINJAハットリくんリターンズ（ANIMAX）※第2期より担当。クレジットされるのは第3期以降
- ストレンジ・プラスシリーズ（UHF）
- みんな集まれ!ファルコム学園シリーズ（UHF）
- マンガ家さんとアシスタントさんと（UHF）
- 犬神さんと猫山さん（UHF）
- オオカミ少女と黒王子（ytv-UHF）
- 旦那が何を言っているかわからない件シリーズ（UHF）
- おくさまが生徒会長!シリーズ（UHF）
- ワガママハイスペック（UHF）
- 腐男子高校生活（UHF）
- この美術部には問題がある!（TBS）
- けものフレンズ（TX）
- AKIBA'S TRIP -THE ANIMATION-（UHF）
- はじめてのギャル（UHF）
- このはな綺譚（MX）
- Code：Realize ～創世の姫君～（MX）
- URAHARA（MX）
- ゆるキャン△シリーズ（MX）
- 学園ベビーシッターズ（MX）
- ありすorありす（MX）
- 踏切時間（MX）
- ケムリクサ（MX）
- マナリアフレンズ（MX）
- 八十亀ちゃんかんさつにっきシリーズ（TVA）
- 群れなせ!シートン学園（UHF）
- かくしごと（UHF）
- おちこぼれフルーツタルト（UHF）
- ドラゴン、家を買う。（UHF）
- おとなりに銀河（MX）
- ライザのアトリエ 〜常闇の女王と秘密の隠れ家〜（MX）
- カノジョも彼女（MBS・TBS）
- この世界は不完全すぎる（MBS・TBS）
- 黒岩メダカに私の可愛いが通じない（TX）
- ロックは淑女の嗜みでして（TBS）
- ざつ旅-That's Journey-（AT-X）

#### 岩切慶太
- クレヨンしんちゃん もののけニンジャ珍風伝 ※庄司雅弘と共同担当
- 異世界のんびり農家（AT-X）※北方将実と共同担当
- 政宗くんのリベンジR（UHF）※庄司雅弘と共同担当
- 佐々木とピーちゃん（AT-X）※庄司雅弘と共同担当
- ロックは淑女の嗜みでして（TBS）※フォーリー担当

### 元所属

#### 石田秀憲
- 光速エスパー（NTV）
- あしたのジョー（CX）
- アルプスの少女ハイジ（CX）
- ブロッカー軍団IVマシーンブラスター
- 女王陛下のプティアンジェ（ABC-ANN）
- 未来少年コナン（NHK）
- キャプテン・フューチャー（NHK）
- キャプテン（NTV）※小林真二、井上裕と共同
- スプーンおばさん（NHK）
- タオタオ絵本館（TVO）※小林真二と共同担当

#### 依田安文
2008年に死去
石田サウンド/イシダサウンドプロ（現フィズサウンド）時代
- 超人戦隊バラタック（ANB）
- シートン動物記 りすのバナー（ANB）
- 家族ロビンソン漂流記 ふしぎな島のフローネ（CX）
- うる星やつら 1981年版（CX）
- まいっちんぐマチコ先生（TX）
- 南の虹のルーシー（CX）
- キャプテン翼（TX）
- さすがの猿飛（CX）
- ミームいろいろ夢の旅（TBS）
- らんぽう（CX）
- あした天気になあれ（CX）
- 名探偵ホームズ（劇場版）
- チックンタックン（CX）
- ハイスクール!奇面組（CX）
- 宇宙船サジタリウス（ANB）
- グリム名作劇場（ANB）
- めぞん一刻（CX）
- トワイライトQ（CX）
- ついでにとんちんかん（CX）
- F（CX）※ 庄司雅弘と連名クレジット
- 機甲戦記ドラグナー（NBN-ANN）
- 魔神英雄伝ワタル（NTV）
- 雪の女王 (NHK)
- 魔動王グランゾート（NTV）※#1-3を担当#4以降の担当は蔭山満
- 名門!第三野球部（CX）※#20以降はわいわいサウンドにシフト
- らんま1/2 1989年版（CX）※#3以降はわいわいサウンドにシフト

わいわいサウンド設立時代
- アマダアニメシリーズ: スーパーマリオブラザーズ (OVA)
- らんま1/2熱闘編（CX）
- 機動警察パトレイバー（NTV）※TV放映当時のオリジナル音声版
- ドラゴンクエスト（CX）
- スーパーヅガン（CX）
- ツヨシしっかりしなさい（CX）
- しましまとらのしまじろう（TX）※途中から（#1時点での担当はくりぷろが担当、途中から小山健二→スワラプロダクションが担当）
- 鬼神童子ZENKI（TX）
- キャプテン翼J（CX）
- 烈火の炎（CX）
- はじめ人間ゴン（NHK）
- ジャングルDEいこう!
- 発明BOYカニパン（TX）
- 超発明BOYカニパン（TX）
- ビーストウォーズネオ 超生命体トランスフォーマー（TX）
- ビックリマン2000（TX）
- トランスフォーマー カーロボット（TX）
- Dr.リンにきいてみて!（TX）※#1-13、#30以降を担当、#14-29は西村睦弘が担当
- テニスの王子様（TX）
- ホイッスル!（ANIMAX）
- Capeta（TX）
- IDATEN翔（TX）
- ウエルベールの物語 〜Sisters of Wellber〜（NBN-ANN→UHF）
- テニスの王子様全国大会篇 ※Semifinalまで担当、Finalから効果協力
- テニスの王子様ANOTHER STORY ※効果協力

#### 小林真二
- タオタオ絵本館（TVO）※石田秀憲と共同担当
- まんが日本昔ばなし（MBS-ANN→MBS-JNN）
- キャプテン（NTV）※石田秀憲、井上裕と共同
- TAMA&FRIENDS 3丁目物語（OVA）
- 映画 ぼのぼの
- 3丁目のタマ おねがい!モモちゃんを捜して!!
- 3丁目のタマ うちのタマ知りませんか?（MBS）

#### 高松孝宣
- 仮面ライダーストロンガー（MBS）
- 惑星ロボ ダンガードA（CX）※#28まで

#### 伊藤修
- 無敵鋼人ダイターン3（NBN-ANN）※#28-#40まで担当、#1-#27まで松田昭彦が担当
- 機甲艦隊ダイラガーXV（TX）
- 牧場の少女カトリ（CX）※第1話のみ“石黒修”と表記
- 機動戦士ガンダム 劇場版三部作（劇場公開時のオリジナル音声版）

#### 鷲尾健太郎
- クレヨンしんちゃん 嵐を呼ぶ モーレツ!オトナ帝国の逆襲（効果助手）
- クレヨンしんちゃん 嵐を呼ぶ 栄光のヤキニクロード（効果助手）
- ONE PIECE 呪われた聖剣
- ONE PIECE エピソードオブルフィ 〜ハンドアイランドの冒険〜
- こちら葛飾区亀有公園前派出所 THE MOVIE2 UFO襲来! トルネード大作戦!!（効果助手）
- クレヨンしんちゃん 嵐を呼ぶ!夕陽のカスカベボーイズ（効果助手）
- クレヨンしんちゃん 伝説を呼ぶ 踊れ!アミーゴ!（効果助手）
- クレヨンしんちゃん 嵐を呼ぶ 歌うケツだけ爆弾! ※松田昭彦、原田敦、庄司雅弘と共同担当
- クレヨンしんちゃん ちょー嵐を呼ぶ 金矛の勇者 ※松田昭彦、原田敦、庄司雅弘と共同担当
- クレヨンしんちゃん 嵐を呼ぶ黄金のスパイ大作戦 ※松田昭彦、庄司雅弘、風間結花と共同担当
- クレヨンしんちゃん 嵐を呼ぶ!オラと宇宙のプリンセス※松田昭彦、風間結花と共同担当
- ラブ★コン（TBS）
- 怪物王女（TBS）
- 西洋骨董洋菓子店 〜アンティーク〜（CX）
- 働きマン（CX）
- 爆転シュート ベイブレードシリーズ（TX）第1作は倉橋 静男
- 冒険王ビィトシリーズ（TX）
- B-伝説! バトルビーダマンシリーズ（TX）
- 爆球Hit! クラッシュビーダマン（TX）
- クロスゲーム（TX）
- 臣士魔法劇場 リスキー☆セフティ（WOWOW）※庄司雅弘と共同担当
- ファーブル先生は名探偵（NHK）
- 神世紀伝マーズ
- りぜるまいん（UHF）
- シスター・プリンセス RePure (TX) ※佐藤一俊と共同担当
- 勇午 〜交渉人〜
- フイチンさん
- MUSASHI -GUN道-
- 機動戦士ガンダム MS IGLOOシリーズ
- 神様家族
- いくぜっ! 源さん
- ヒャッコ (TX)
- DOGS/BULLETS&CARNAGE
- カルルとふしぎな塔
- エリアの騎士（EX）
- クロスファイト ビーダマンシリーズ（TX）
- Holy Knight
- グスコーブドリの伝記（2012年版） ※北方将実、庄司雅弘、風間結花と共同担当
- 探検ドリランド、探検ドリランド -1000年の真宝-（TX）
- 黒魔女さんが通る!!（NHK）
- 暴れん坊力士!!松太郎（EX）
- バトルスピリッツ 烈火魂（TX）
- バトルスピリッツ ダブルドライブ（TX）
- タイガーマスクW（EX）
- にゃんぼー! (NHK)
- 機動戦士ガンダム Twilight AXIS
- BAKUMATSU, BAKUMATSUクライシス (TBS)
- ONE PIECE STAMPEDE
- AURA BATTLER DUNBINE SIDE L
- ドラゴンボールDAIMA (CX) ※オリジナルSEデザインとして新井秀徳が参加
- アサティール2 未来の昔ばなし（TX）
- ハクション大魔王2020 (ytv-NNS)
- SDガンダムワールド ヒーローズ
- ONE PIECE FILM RED
- ONE PIECE FAN LETTER (CX)
- BLUE GALE XABUNGLE SIDE L
- どすこいすしずもう (UHF)

### 石田サウンド／フィズサウンド／イシダサウンドプロ 名義
- 殺さないで!（THK-FNS)　※伊藤克己担当
- 合身戦隊メカンダーロボ（12ch）※＃13まで、石田圭介担当
- モンシェリCoCo（TBS) ※月岡弘担当
- 愛の戦士レインボーマン（NET) ※伊藤克己担当
- キューティーハニー (NET)　※伊藤克己担当
- 紅三四郎（CX）
- ハクション大魔王（CX）
- いなかっぺ大将（CX）
- スペクトルマン（CX）※中山太三担当
- さすらいの太陽（CX）
- アニメンタリー 決断（NTV）※東宝効果集団との共同
- 樫の木モック（CX）
- 海のトリトン（ABC-JNN） ※森賢一担当[1]
- 快傑ライオン丸（CX）
- 科学忍者隊ガッチャマン（CX）※森賢一担当
- アイアンキング（TBS）
- ワイルド7（NTV）
- パンダコパンダ・パンダコパンダ 雨ふりサーカスの巻
- 魔人ハンター ミツルギ（CX）
- 風雲ライオン丸（CX）
- スーパーロボット レッドバロン（NTV）
- けろっこデメタン（CX）
- 空手バカ一代（NET）
- 新造人間キャシャーン（CX）
- 鉄人タイガーセブン（CX）
- カリメロ（第1作）（NET）
- 電人ザボーガー（CX）
- ゲッターロボ・ゲッターロボG（CX）
- スーパーロボット マッハバロン（NTV）※伊藤克己担当
- 少年探偵団 (BD7)
- 氷河戦士ガイスラッガー（ANB）
- 宇宙の騎士テッカマン（NET）※松田昭彦担当
- てんとう虫の歌（CX）
- フランダースの犬（CX）
- コードナンバー108 7人のリブ（KTV）
- まんが日本昔ばなし（MBS-ANN→MBS-JNN）
- アラビアンナイト シンドバットの冒険（CX）
- UFOロボ グレンダイザー（CX）
- あらいぐまラスカル（CX）
- 超合体魔術ロボ ギンガイザー（ABC-ANN）
- 若草のシャルロット（ABC-ANN）
- 宇宙魔神ダイケンゴー（ANB）
- 宇宙空母ギャラクティカ（NTV）
- スーキャット（12ch）
- ニルスのふしぎな旅（NHK）
- ペリーヌ物語（CX）
- 超時空要塞マクロス（MBS-JNN）※松田昭彦担当
- 超時空騎団サザンクロス（MBS-JNN）
- 機甲創世記モスピーダ（CX）
- 時空戦士スピルバン（ANB）
- ドラえもん (第2作)（ANB）※松田昭彦担当、柏原満と共同、TVスペシャルのみ
- イソップワールド（TX）